# Souvigne
La Souvigne est un ruisseau français, affluent de la Dordogne, qui coule dans le département de la Corrèze, en région Nouvelle-Aquitaine.

## Géographie
La Souvigne prend sa source vers 557 mètres d’altitude, à quelques dizaines de mètres au sud de la route départementale (RD) 10, au lieu-dit les Crozes, sur la commune de Saint-Paul, deux kilomètres et demi à l’est du bourg de Marc-la-Tour.
Elle sert de limite aux communes de Marc-la-Tour et Saint-Paul sur plus de deux kilomètres puis arrose le bourg de Saint-Sylvain. Elle longe ensuite la RD 112, passe sous la RD 1120 — qu'elle va suivre jusqu'à son terme — et reçoit aussitôt sur sa droite le ruisseau de la Sagne. Elle passe sous la RD 10E2 à l'ouest du bourg de Forgès puis est grossie par le ruisseau de Méjou en rive droite. Environ un kilomètre et demi plus en aval, son principal affluent, la Franche Valeine la rejoint également en rive droite. Elle passe sous la RD 921 et longe le bourg de Saint-Chamant. Elle est franchie par les RD 169 et 12 et rejoint la Dordogne en rive droite, à 171 m d’altitude, au lieu-dit le Moulin Bas en limites des communes d'Argentat et de Monceaux-sur-Dordogne.
Suivant en grande partie la faille d'Argentat, son cours est long de 18,1 km pour un bassin versant de 111 km2.

### Affluents
Parmi les dix-huit affluents que le Sandre répertorie pour la Souvigne,, les trois plus longs, tous en rive droite, sont :
- le ruisseau de la Sagne avec 5,7 km[4] ;
- le ruisseau de Méjou avec 7,6 km[5] ;
- la Franche Valeine, 15 km[6].

La Franche Valeine a plusieurs affluents dont le ruisseau des Rochettes qui a lui-même un affluent, le ruisseau de la Font Blanche. De ce fait, le rang de Strahler de la Souvigne est de quatre.

### Communes traversées
À l'intérieur du seul département de la Corrèze, la Souvigne arrose sept communes, soit d'amont vers l'aval : Saint-Paul (source), Marc-la-Tour, Saint-Sylvain, Forgès, Saint-Chamant, Argentat (confluence avec la Dordogne) et Monceaux-sur-Dordogne (confluence avec la Dordogne).

## Risque inondation
En 2013, la préfecture de la Corrèze a prescrit un plan de prévention du risque inondation (PPRI) pour les quatre communes riveraines de la Souvigne le plus en aval, c'est-à dire Forgès, Saint-Chamant, Argentat et Monceaux-sur-Dordogne.
À Forgès, la Souvigne comprend une zone inondable au niveau du camping.
À Saint-Chamant, les débordements de la Souvigne concernent régulièrement le pont de Soulages et le lieu-dit Échaunie, et en 2001, le bourg a été inondé.
À Monceaux-sur-Dordogne, les débordements sont limités.
L'étude effectuée par la commune d'Argentat indique que les principales crues récentes de la Souvigne sont datées d'octobre 1960, septembre 1992 et juillet 2001 avec des débits estimés respectifs de 130, 82 et 80 m3/s, la crue de 1960 étant d'un niveau plus que centennal.

## Monuments ou sites remarquables à proximité
- À Saint-Chamant :
  - l'église Saint-Amant, des XIIe, XIIIe et XVe siècles, avec son clocher-donjon fortifié[13] ;
  - le château de Saint-Chamant datant du XIIIe siècle[14] ;
  - le château de Soulages et son parc[15].

- À Argentat, le site inscrit des rives de la Dordogne[16] et la vieille ville.

## Environnement
Le confluent de la Souvigne et de la Dordogne fait partie de la zone naturelle d'intérêt écologique, faunistique et floristique (ZNIEFF) de la vallée de la Dordogne en Corrèze.
Entre Argentat et Beaulieu-sur-Dordogne, la vallée de la Dordogne est un site inscrit.

## Galerie de photos

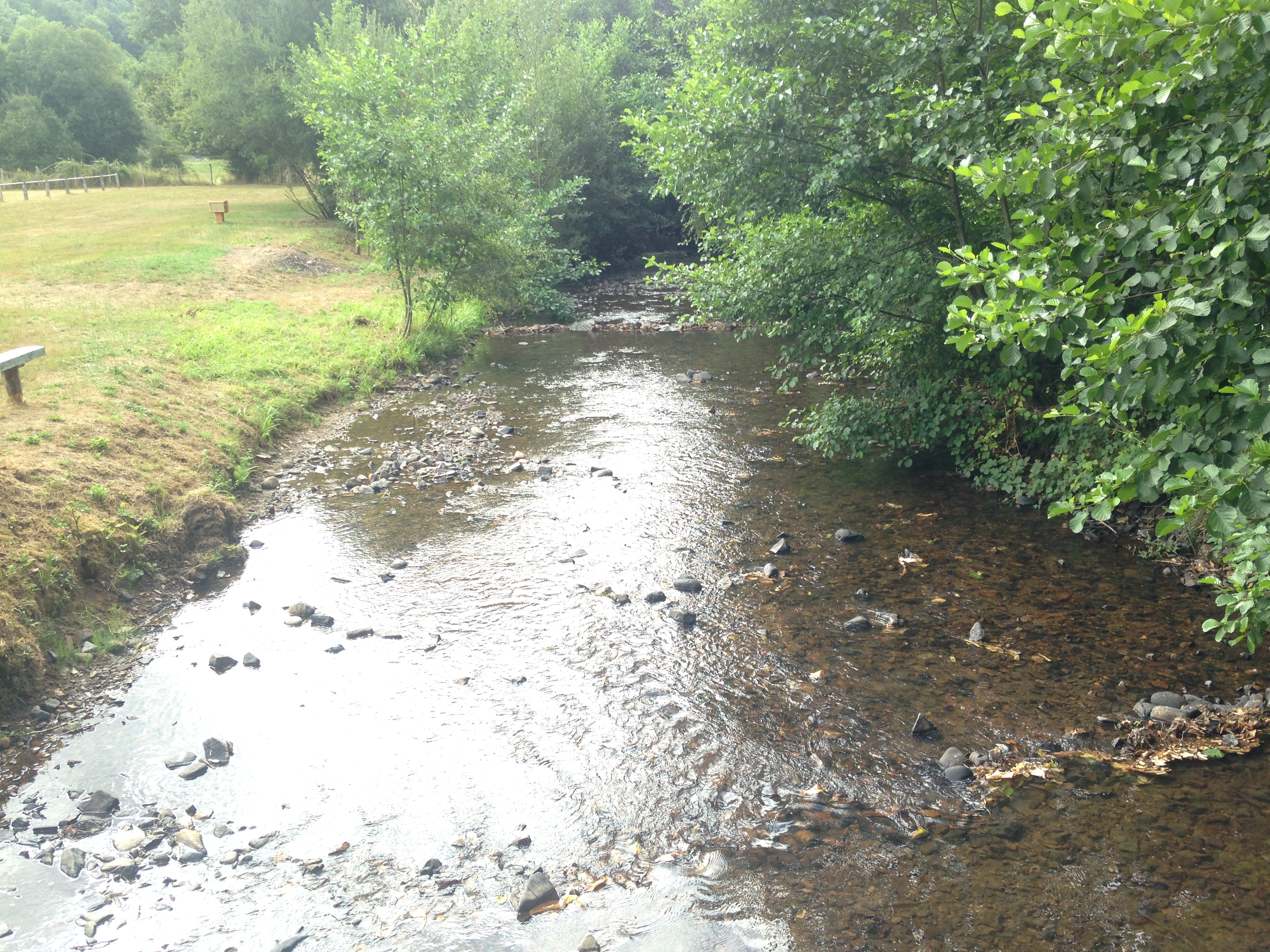
À Forgès.
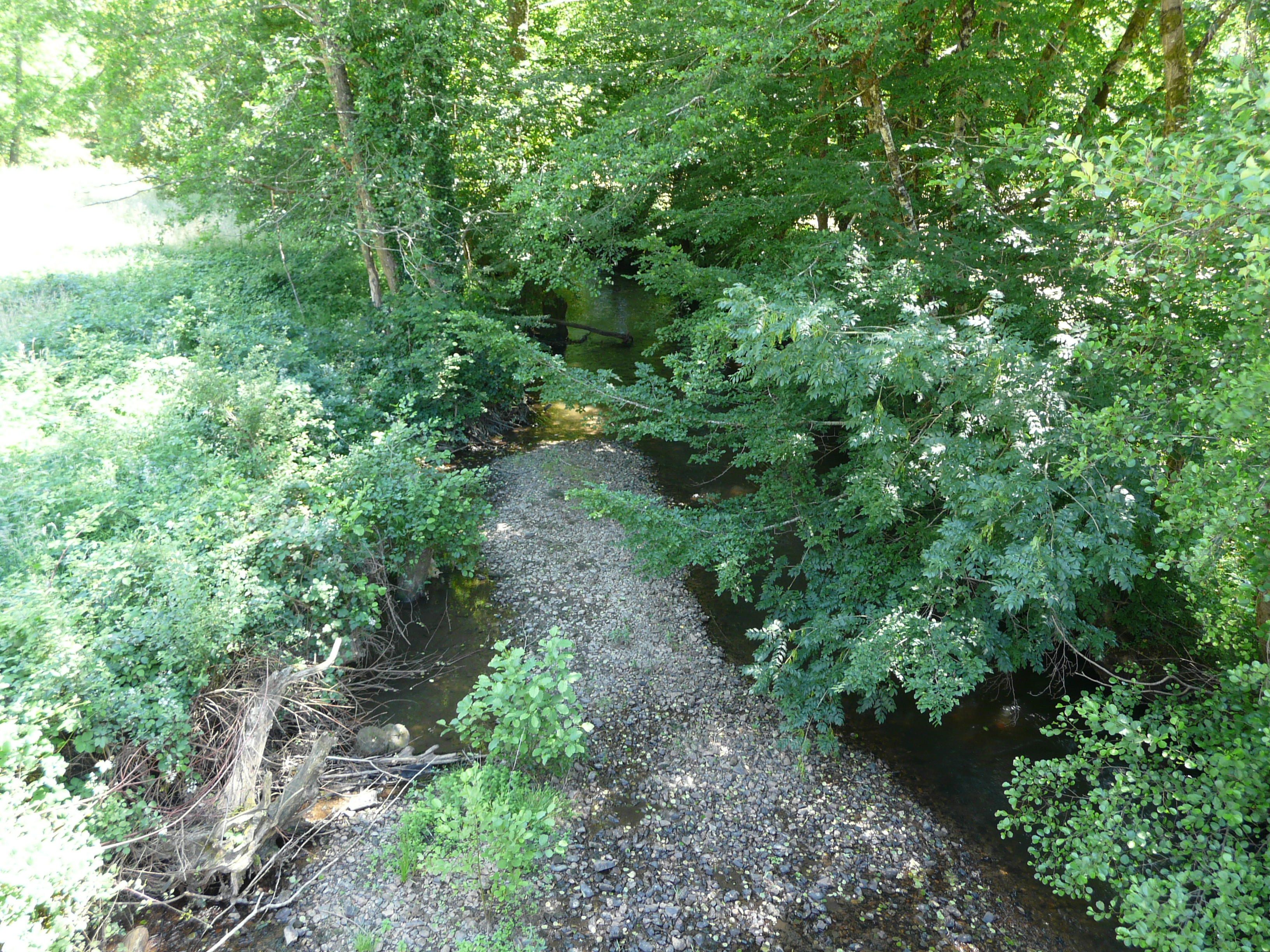
À Saint-Chamant.
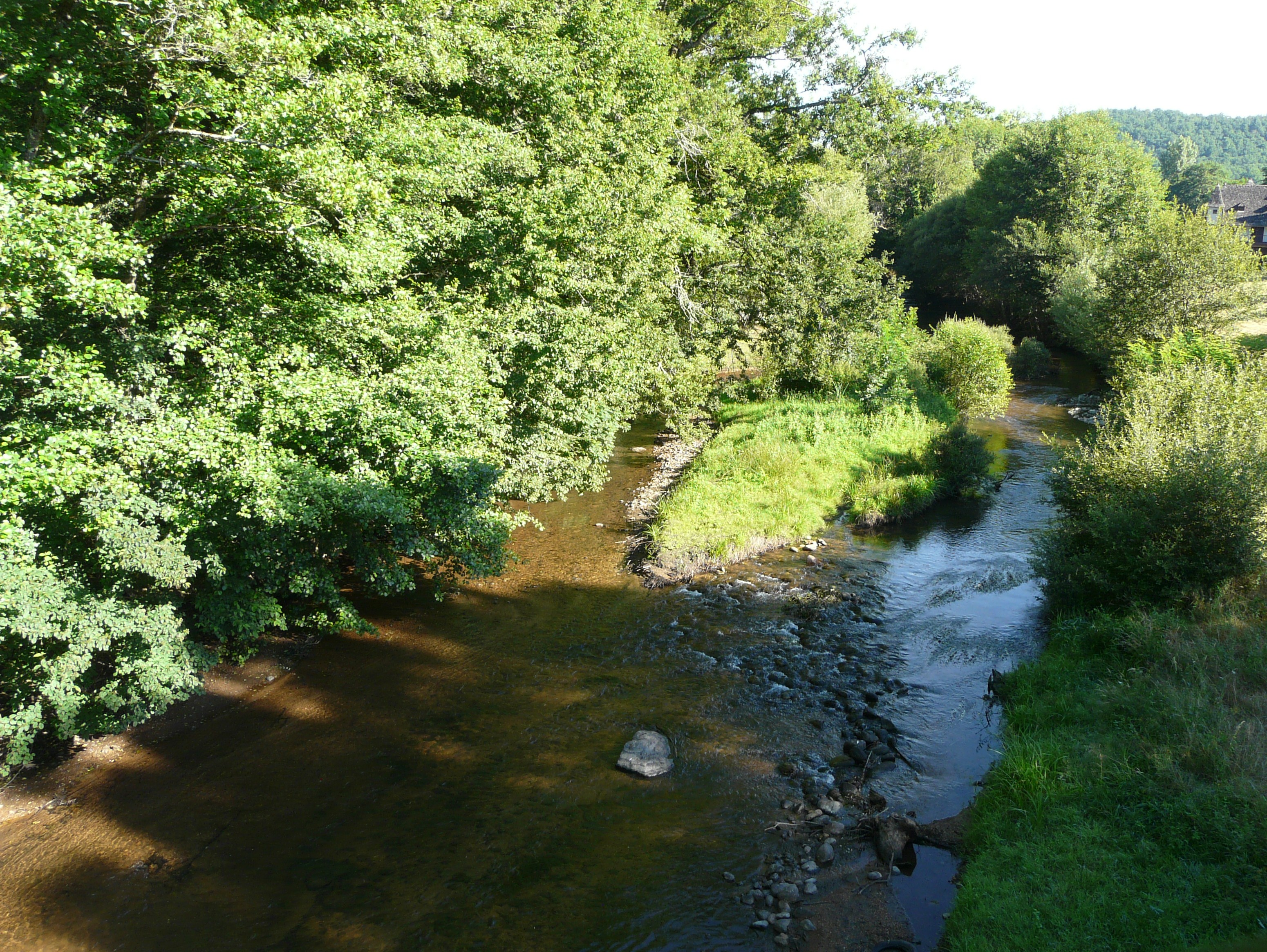
En limites d'Argentat et de Monceaux-sur-Dordogne.